# Ischaemum vembanadense
Ischaemum vembanadense är en gräsart som beskrevs av R.B.Patil och D'cruz. Ischaemum vembanadense ingår i släktet Ischaemum och familjen gräs. IUCN kategoriserar arten globalt som starkt hotad. Inga underarter finns listade i Catalogue of Life.